# North Ogden
North Ogden är en stad i Weber County i Utah. Vid 2010 års folkräkning hade North Ogden 17 357 invånare.